# Piobesi d'Alba
Piobesi d'Alba är en ort och kommun i provinsen Cuneo i regionen Piemonte i Italien. Kommunen hade 1 354 invånare (2018).